# Distrito Escolar de Shawnee Mission
El Distrito Escolar de Shawnee Mission (Shawnee Mission School District, SMSD) es un distrito escolar de Kansas. Tiene su sede en Overland Park. El distrito, el tercero más grande en Kansas, gestiona 35 escuelas primarias, 7 escuelas medias, y 5 escuelas preparatorias. En el año escolar de 2010-2011, el distrito tiene 27.872 estudiantes.